# 위성군

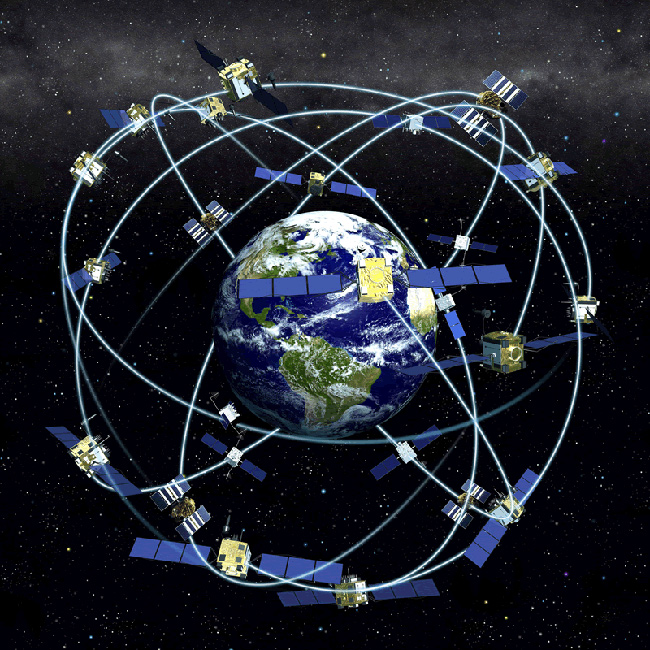

위성군(衛星群, 영어: satellite constellation)은 서로 동조하며 작동하고 있는 인공위성들의 집합이다. 이러한 위성들은 서로 조정된 지상 대응 범위를 가지고 있으며, 동일한 통제 아래 운영되고 있고, 다른 인공위성들의 중요한 대응 범위를 침해하는 것이 아니라 서로를 감싸며 보완하도록 협력하고 있다.

## 같이 보기
- 스타링크